# Titularbistum Cassandria
Cassandria ist ein Titularbistum der römisch-katholischen Kirche.
Es geht zurück auf einen untergegangenen Bischofssitz in der Stadt Kassandria in Makedonien. Der Bischofssitz war der Kirchenprovinz Thessalonica zugeordnet.
| Titularbischöfe von Cassandria |                              |                                                |                |                |
| Nr.                            | Name                         | Amt                                            | von            | bis            |
| 1                              | Gaetano Mignani CM           | Apostolischer Vikar in Kianfu (Republik China) | 16. Juli 1928  | 11. April 1946 |
| 2                              | Georges-Stanislas-Jean Béjot | Weihbischof in Besançon (Frankreich)           | 19. April 1947 | 25. Juli 1987  |